# Dave Smith (compositeur)
Pour les articles homonymes, voir Dave Smith.
Dave Smith, né le 19 août 1949 à Salisbury en Angleterre, est un compositeur britannique de musique expérimentale et également associé au mouvement de la musique minimaliste.

## Biographie
Dave Smith a tout d'abord étudié à la Solihull School avant d'entrer au Magdalene College de Cambridge. Dans les années 1970, il devient musicien et compositeur au sein de différents ensembles avec Michael Parsons, Howard Skempton, John White, Gavin Bryars, et Benedict Mason. Il fonde en 1980, l'English Gamelan Orchestra and Liria, consacré à la musique indonésienne, au gamelan, et à la musique albanaise. Jusqu'en 1977, fortement influencé par le travail des pionniers de la musique minimaliste, notamment de Steve Reich, il participe à la création des Systems music.
Dave Smith fut également enseignant au Kingsway-Princeton College (1973-1984) puis à l'Université De Montfort (1980-1997). Il donne actuellement des cours de musique à l'université du Hertfordshire.